# جبل صباح
جبل صباح جبل يقع بشمال غربي الجمهورية التونسية بولاية باجة، شمال غربي مدينة باجة. يبلغ ارتفاعه 697 م.